# Jednadžba globalnog osvjetljenja
Jednadžba globalnog osvjetljenja formalni je zapis sljedećeg problema: 
“Za zadanu scenu sačinjenu od zbira osnovnih geometrijskih oblika s raznovrsnim materijalnim svojstvima i proizvoljno mnogo izvora svjetlosti, izračunati osvjetljenje za svaku točku svake površine. “

Ključni pojmovi nužni za razumijevanje ove jednadžbe su razračenje i dvosmjerna funkcija refleksijske razdiobe.
Slijedi izvod jednadžbe: